# Coruja-baia-congolesa
A coruja-baia-congolesa (Phodilus prigoginei) é uma espécie de ave da família Tytonidae.
Pode ser encontrada nos seguintes países: República Democrática do Congo, possivelmente Burundi e possivelmente em Ruanda.
Os seus habitats naturais são: regiões subtropicais ou tropicais húmidas de alta altitude e campos de altitude subtropicais ou tropicais.
Está ameaçada por perda de habitat.